# Alicia de Larrocha
Alicia de Larrocha y de la Calle (født 23. maj 1923, død 25. september 2009) var en spansk pianist, der blev regnet som en af de bedste i sin generation.
Alicia de Larrocha var født i Barcelona og fik sine første klavertimer som treårig. Som seksårig optrådte hun ved verdensudstillingen i Sevilla i 1929, og hun fik sin orkesterdebut som elleveårig. Fra 1947 turnerede hun også uden for sit fædreland. Hun blev foreviget med en omfattende række pladeindspilninger, og hun modtog to gange en Grammy Award herfor.
Hun mestrede et bredt repertoire, hvor hun som helt ung blandt andet imponerede med sine Chopin-fortolkninger. Senere blev hun kendt for fine Mozart-fremføringer samt fortolkninger af nogle af sine landsmænd som Manuel de Falla, Isaac Albéniz og Enrique Granados.
De Larrocha var en lille kvinde på blot 1,52 m, der trak sig tilbage fra offentlige optrædener som 80-årig. Hendes helbred blev efter et fald i 2007 med en brækket hofte til følge gradvis dårligere, indtil hun døde i 2009.

## Fodnoter
1. ↑  Navnet er anført på tysk og stammer fra Wikidata hvor navnet endnu ikke findes på dansk.
2. ↑  Navnet er anført på engelsk og stammer fra Wikidata hvor navnet endnu ikke findes på dansk.
3. ↑  "Klaverets førstedame er død, 86 år", politiken.dk, 26. september 2009

 Der er for få eller ingen kildehenvisninger i denne artikel, hvilket er et problem. Du kan hjælpe ved at angive troværdige kilder til de påstande, som fremføres i artiklen.